# نادگرجنس‌گرایی
نادگرجنس‌گرایی (انگلیسی: Non-heterosexual) یک گرایش جنسی است که جزئی از دگرجنس‌گرایی نباشد. این عبارت کمک می‌کند تا مفهوم هنجار و این که چگونه یک گروه خاص با این هنجار متفاوت است، تعریف شود.